# Michelle Wörner
Michelle Wörner (* 25. März 1994 in Heilbronn) ist eine deutsche Fußballspielerin. Sie spielt für Djurgårdens IF in der schwedischen Damallsvenskan.

## Werdegang

### Verein
Michelle Wörner begann in Heilbronn mit dem Fußballspielen, als sie Im Jahre 1999 der TSG Heilbronn beitrat. Hier durchlief sie mehrere Jugendmannschaften und lernte die Fußballgrundfertigkeiten, bevor sie im Jahre 2008 zum SC Abstatt wechselte. Nach einem Jahr in Abstatt ging sie zum FV Löchgau, bei dem sie anfangs bei den B-Juniorinnen in der ENBW-Oberliga spielte. Ein Jahr später am 29. August 2010 im Alter von 16 Jahren gab sie ihr Debüt in der 2. Bundesliga, als sie im Heimspiel gegen den SC Sand in der Startelf der ersten Frauenmannschaft stand. Ihr erstes Tor in der 2. Bundesliga erzielte sie am 29. April 2012 beim Heimspiel gegen die ETSV Würzburg mit dem Treffer zum Endstand von 1:6.
Im Sommer 2012 wechselte sie in die erste Bundesliga zum Aufsteiger VfL Sindelfingen. Hier gab sie ihr Debüt am 2. September 2012 im Heimspiel gegen den 1. FFC Turbine Potsdam in der Startelf. Im Januar 2015 wechselte sie nach Schweden zu Sunnanå SK und von dort im Sommer 2016 weiter zu Djurgårdens IF.

### Nationalmannschaft
Am 18. Mai 2010 gab sie ihr Debüt im Spiel gegen Frankreich in der Startaufstellung für die deutsche U-16.